# Списак мушких фудбалских репрезентација
Ово је целокупан попис свих мушких националних фудбалских селекција на свету. Чак 191 од 193 чланице Уједињених нација репрезентују фудбал на међународном нивоу, што је више од иједног другог спорта на свету. У овај попис фудбалских репрезентација улазе такође и одређене зависне територије и државе које нису пуноправне чланице УН-а.
Овај списак се дели у две главне групе:
- Тимови који су или чланови Међуанродне фудбалске организације (Фифа, 211 тимова) или имају чланство у одређеној континенталној конфедерацији, која је повезана са Фифом, а истовремено нису чланице Фифе (12 тимова).
- Тимови који нису чланови Фифе или било које друге континенталне федерације, али које представљају суверене државе. Ова група укључује чланове Уједињених нација и посматрачке државе, као и државе које нису чланице УН-а (11 тимова).

Листа искључује остале тимови, који генерално играју ван оквира Фифе.
Изузети тимови укључују оне који представљају етничке групе, поднационалне ентитете и зависне територије, осим оних које је признала Фифа или њена конфедерација, такмичаре на Острвским играма, непризнате државе, сепаратистичка покрета и микронација.

## Чланице Фифе
У овом одељку наведени су:
- 211 мушких фудбалских репрезентација, који су повезани са Фифом, преко својих националних фудбалских савеза.
- 12 мушких фудбалских тимова који имају чланство у некој од придружених континенталних конфедерација, али нису чланице Фифе.[1]

Чланови Фифе имају право учешћа na Фифа Светском првенству и утакмице између њих признају се као и званични међународне утакмице.
На основу резултата утакмица, Фифа сваког месеца избацује своју ранг-листу.
Фифиних шест конфедерација су:
- Азија - Азијска фудбалска конфедерација (АФК)
- Африка - Афричка фудбалска конфедерација (КАФ)
- Северна и Средња Америка и Кариби - Северно-средња-америчка и карипска фудбалска конфедерација (КОНКАКАФ)
- Јужна Америка - Јужноамеричка фудбалска конфедерација (КОНМЕБОЛ)
- Океанија - Фудбалска конфедерација Океаније (ОФК)
- Европа - Унија европских фудбалских асоцијација (УЕФА)

Свака конфедерација такође организује сопствене шампионате између њених чланица:
- АФК - АФК Азијски куп
- КАФ - Афрички куп нација
- КОНКАКАФ - КОНКАКАФ голд куп
- КОНМЕБОЛ - Копа Америца
- ОФК - ОФК Куп нација
- УЕФА - Европско првенство

Иако није конфедерација сама по себи, Унија арапских фудбалских асоцијација (УАФА) координира фудбалске активности између држава које говоре арапским језиком. Сва 22 национална управљачка тела, која чине УАФА, такође су чланови Фифе или АФК-а или КАФ-а.

### АФК (Азија)
Због енормне географске величине Азије, АФК је подељен у пет подфедерација:
- Западноазијска фудбалска федерација (ВАФФ) - представља нације у западној Азији, осим Ирана и Израела.
- Источноазијска фудбалска федерација (ЕАФФ) - представља нације у источној Азији, плус Гвам и Северно Маријанска Острва.
- Средњоазијска фудбалска асоцијација (ЦАФА) - представља нације у средњој Азији, осим Казахстана, плус Иран и Авганистан.
- Јужноазијска фудбалска федерација (САФФ) - представља нације у јужној Азији, осим Авганистана.
- Фудбалска федерација АСЕАН (АФФ) - представља нације у југоисточној Азији, плус Аустралију.

| - Авганистан - Аустралија1 - Бахреин2 - Бангладеш - Бутан - Брунеј - Камбоџа - Кина - Кинески Тајпеј3 - Гвам - Хонгконг - Индија | - Иран - Ирак2 - Јапан - Јордан2 - НДР Кореја - Република Кореја - Кувајт2 - Киргистан - Лаос - Либан2 - Макао | - Малезија - Малдиви - Монголија - Myanmar - Непал - Северна Маријанска Острва5 - Оман2 - Пакистан - Палестина2 - Филипини - Катар2 - Саудијска Арабија2 | - Сингапур - Шри Ланка - Сирија2 - Таџикистан - Тајланд - Источни Тимор - Туркменистан - УАЕ2 - Узбекистан - Вијетнам - Јемен2 |

- 1: Била је чланица OФК-а (1966–2006)
- 2: Ова чланица је такође чланица УАФА-е
- 3: Званично име коришћено од стране Фифе и АФК-а за Тајван; чланица је била део ОФК-а (1975-1989)
- 4: Ова чланица је званична чланица АФК-а, али не Фифе
- 5: Ова чланица је бивша чланица ОФК-а (2005–2009)

### КАФ (Африка)
Због географске величине Африке, КАФ је подељен у пет подфедерација:
- Одбор источно-средње-афричких фудбалских асоцијација (ЦЕЦАФА) - представља нације источне и средње Африке.
- Одбор јужноафричких фудбалских асоцијација (КОСАФА) - представља нације јужне Африке.
- Западноафричка фудбалска унија (ВАФУ) - представља нације западне Африке.
- Унија северноафричких федерација (УНАФ) - представља нације северне Африке.
- Унија средњоафричких фудбалских федерација (УНИФФАЦ) - представља неке нације из средње Африке.

| - Алжир1 - Ангола - Бенин - Боцвана - Буркина Фасо - Бурунди - Камерун - Зеленортска Острва - Централноафричка Република - Чад - Комори1 - Конго - ДР Конго2 - Обала Слоноваче | - Џибути1 - Египат1 - Екваторијална Гвинеја - Еритреја - Есватини - Етиопија - Габон - Гамбија - Гана - Гвинеја - Гвинеја Бисао - Кенија - Лесото - Либерија | - Либија1 - Мадагаскар - Малави - Мали - Мауританија1 - Маурицијус - Мароко1 - Мозамбик - Намибија - Нигер - Нигерија - Реинион3 - Руанда - Сао Томе и Принсипе | - Сенегал - Сејшели - Сијера Леоне - Сомалија1 - Јужна Африка - Јужни Судан - Судан1 - Танзанија - Того - Тунис1 - Уганда - Замбија - Занзибар3,4 - Зимбабве |

- 1: Ова чланица је и чланица УАФА-е
- 2: Званично име коришћено од стране Фифе за ДР Конго; званично име које се користи од стране КАФ-а је РД Конго
- 3: Ова чланица је пуноправна чланица КАФ-а, али не и Фифе
- 4: Ова чланица је и чланица КонИФА-е

### КОНКАКАФ (Северна Америка, Средња Америка и Кариби)
Конфедерација КОНКАКАФ је подељена у три регионалне федерације:
- Фудбалски савез Кариба (ЦФУ) - представља све нације на Карибима, плус Бермуде и три нације у Јужној Америци.
- Северноамерички фудбалски савез (НАФУ) - представља Канаду, САД и Мексико.
- Централноамерички фудбалски савез (УНКАФ) - предтсавља седам нација на подручју Средње Америке

| - Ангвила - Антигва и Барбуда - Аруба - Бахами - Барбадос - Белизе - Бермуди - Бонер1 - Британска Девичанска Острва - Канада - Кајманска Острва | - Костарика - Куба - Курасао - Доминика - Доминиканска Република - Салвадор - Француска Гвајана1 - Гренада - Гваделуп1 - Гватемала - Гвајана | - Хаити - Хондурас - Јамајка - Мартиник1 - Мексико - Монтсерат - Никарагва - Панама - Порторико - Сент Китс и Невис - Света Луција | - Saint-Martin1 - Сент Винсент и Гренадини - Свети Мартин (Х)1 - Суринам - Тринидад и Тобаго - Теркс и Кејкос - Сједињене Државе - Америчка Девичанска Острва |

- 1: Ова чланица је пуноправна чланица КОНКАКАФ-а, али не и Фифе

### КОНМЕБОЛ (Јужна Америка)
| - Аргентина - Боливија - Бразил - Чиле - Колумбија | - Еквадор - Парагвај - Перу - Уругвај - Венецуела |

### ОФК (Океанија)
| - Америчка Самоа - Кукова Острва - Фиџи - Кирибати1,2 - Нова Каледонија - Нови Зеланд3 - Нијуе1 | - Папуа Нова Гвинеја - Самоа - Соломонова Острва - Tahiti - Тонга - Тувалу1,2 - Вануату |

- 1: Ова чланица је пуноправна чланица ОФК-а, али не и Фифе
- 2: Ова чланица је и чланица КонИФА-е
- 3: Ова чланица је била бивша чланика АФК-а (1964–1966)

### УЕФА (Европа)
| - Албанија - Андора - Јерменија - Аустрија - Азербејџан - Белорусија - Белгија - Босна и Херцеговина - Бугарска - Хрватска - Кипар - Чешка - Данска - Енглеска | - Естонија - Фарска Острва - Финска - Француска - Грузија - Немачка - Гибралтар - Грчка - Мађарска - Исланд - Израел1 - Италија - Казахстан2 - Косово | - Летонија - Лихтенштајн - Литванија - Луксембург - Малта - Молдавија - Црна Гора - Холандија - Северна Македонија - Северна Ирска - Норвешка - Пољска - Португалија - Република Ирска | - Румунија - Русија - Сан Марино - Шкотска - Србија - Словачка - Словенија - Шпанија - Шведска - Швајцарска - Турска - Украјина - Велс |

- 1: Ова чланица је била бивша чланица АФК-а (1954–1974); придружена УЕФА-и 1994.
- 2: Ова чланица је била бивша чланица АФК-а (1993–2002)

## Репрезентације које нису чланице Фифе
Наведене репрезентације нису ни чланице Фифе ни чланице иједне конфедерације. Њима нису дозвољени наступи на Светским првенствима нити на иједном континенталном шампионату. Фифина правила налажу да ове чланице немају право да играју утакмице са тимова који су чланице Фифе.
Листа обухвата:
- 5 тимова који представљају суверене државе, који су или чланице или посматрачи у Уједињеним нацијама.
- 7 тимова који представљају државе које нису чланице Уједињених нација.

### Државе УН-а
Тренутно постоји 7 чланица, или посматрача, у Уједињеним нацијама које нису чланице Фифе или било које друге континенталне конфедерације. Међутим. пет од тих држава је играло утакмице у незваничним пријатељским утакмицама, разним Олимпијским такмичењима (као нпр. Пацифичке игре или Микронезијске игре) или у такмичењима који нису под окриљем Фифе. Тимови су наведени испод:
- Микронезија
- Монако1
- Палау
- Уједиљено Краљевство2
- Ватикан

 1: Ова чланица је чланица КонИФА-е.
 2: Национални тим Уједињеног краљевства играо је само незваничне пријатељске утакмице под именом "Велика Британија". УК се у фудбалу такмичи раздвојено, односно свака појединачна земља УК-а се такмичи сама за себе; Енглеска, Сев. Ирска, Шкотска и Велс.
Држава Науру нема своју фудбалску репрезентацију. Исто важи и за Маршалска Острва.

### Државе које нису чланице УН-а
Три делимично признате државе, су пуноправне чланице Фифе. Оне су: Република Кина (као Кинески Тајпеј), Палестина (чланице АФК-а) и самопроглашена „Република Косово”, које је чланица Фифе и УЕФА-е.
Ниједна од следећих држава није призната од стране Фифе или од стране иједне конфедерације. Ипак, државе су играле гомилу пријатељских мечева у оквиру међународног фудбала ван оквира Фифе.
- Абхазија
- Република Арцах1
- Северни Кипар
- Сомалиленд
- Јужна Осетија
- Придњестровље2
- [[{{{altlink}}} Сахарскe Арапскe Демократскe Републикe|Западна Сахара]]

1: КонИФА тренутно ословљава овај тим под својим старијим именом, Нагорнокарабашка Република.
2: Ова чланица играла је само против фудбалских клубова.
Свих седам наведених националних тимова су чланице КонИФА-е.

## Бивше репрезентације
| Претходни                                                  | Наследних (наслеђена позиција/резултати) | Остали наследници | Напомене |
| ---------------------------------------------------------- | ---------------------------------------- | --- | --- |
| Чехословачка                                               | Чешка                                    | Словачка | Представљала Чехословачку до распада државе на Чешку и Словачку 1993. |
| Сар                                                        |                                          | Западна Немачка | Представљала Сарски Протекторат од 1950. до 1956, до уједињена са Западном Немачком. |
| Западна Немачка                                            | Немачка                                  | | Представљала Западну Немачку између1950. и 1990, до уједињена са Источном Немачком. |
| Источна Немачка                                            |                                          | Немачка | Представљала Источну Немачку између 1952. и 1990, до уједињена са Западном Немачком. |
| Малаја                                                     | Малезија                                 | | Представљала Малајску федерацију од 1953. до уједињена са Сараваком, Северним Борнеом и Сингапуром1963, основавши Малезију. Сингапур је гасније прогласио независност. |
| Тангањика                                                  | Танзанија                                | | Представљала Тангањику до уједињења са Занзибаром као Танзанија 1964. |
| Шаблон:Подаци о застави Британски мандат над Палестином    | Израел                                   | Палестина | Представљала Британски мандант над Палестином од 1934. до формирања Државе Израел 1948. Палестинске територије формирале су се 1953. и прихваћене од Фифе 1998. |
| Јужни Вијетнам                                             | Вијетнам                                 | | Представљала Јужни Вијетнам од 1949. до 1975. Северни и Јужни Вијетнам имали суодвојене фудбалске тимове, од 1954. до 1975. Тренутна репрезентација Вијетнама сматра се као наследница ЈУжног Вијетнама јер Северни Вијетнам није био члан Фифе.                                          |
| [[Фудбалска репрезентација {{{генитив}}}\|Северни Јемен]]  | Јемен                                    | | Представљала Северни Јемен од 1965. до уједињења са Јужним Јеменом 1990. |
| Јужни Јемен                                                |                                          | Јемен | Представљала Јужни Јемен од 1965. до уједињења са Северним Јеменом 1990. |
| Уједињена Арапска Република                                | Египат                                   | Сирија | Представљала Уједињену Арапску Републику од 1958. до 1961. до отцепљења Сирије. |
| Совјетски Савез                                            | ЗНД                                      | Естонија · Летонија · Литванија | Представљала Совјетски Савез од 1940. до распада 1991. Репрезентација се сматрала као наследница Руске Империје. |
| ЗНД ·                                                      | Русија ·                                 | Јерменија · Азербејџан · Белорусија · Грузија · Казахстан · Киргистан · Молдавија · Таџикистан · Туркменистан · Украјина · Узбекистан | Представљала Заједницу независних држава и Грузију од јануара 1992.до краја Eура 1992. |
| Југославија ·                                              | Савезна Република Југославија ·          | Босна и Херцеговина · Хрватска · Македонија · Словенија                                                                               | Представљала Југославију између 1920. и 1992, до распада СФРЈ-а на БиХ, Хрватску, СРЈ, Македонију и Словенију. |
| Савезна Република Југославија (касније Србија и Црна Гора) | Србија                                   | Црна Гора | Представљала Савезну Републику Југославију, касније као Србија и Црна Гора, после 2003, до распада на Србију и Црну Гору. Аутономна покрајина КиМ нелегитимно прогласила је независност 2008. Репрезентација тзв. Косова примљена је у Фифу и УЕФА-у 2016.                                |
| Холандски Антили ·                                         | Курасао                                  | Аруба · Бонер · Свети Мартин (Х) | Аруба је постала сеперативна држава 1986. и била је прихваћена од стране Фифе 1988. Бивши тим репрезентовао је Холандске Антиле до распада државе 2010. Позантији као "Курасао", име је опет почело да се користи 2011- Бонер и Свети Мартин су пуноправне чланице КОНКАКАФ, али не Фифе. |